# 河南省卢氏县人民法院
河南省卢氏县人民法院，是中华人民共和国河南省三门峡市卢氏县境内的审判机关。法院始建于1947年。2005年，王振伟担任卢氏县县委书记期间，法院搬入东城新址。现任卢氏县人民法院院长兼党组书记为赵振营。